# Rame di Newlyn

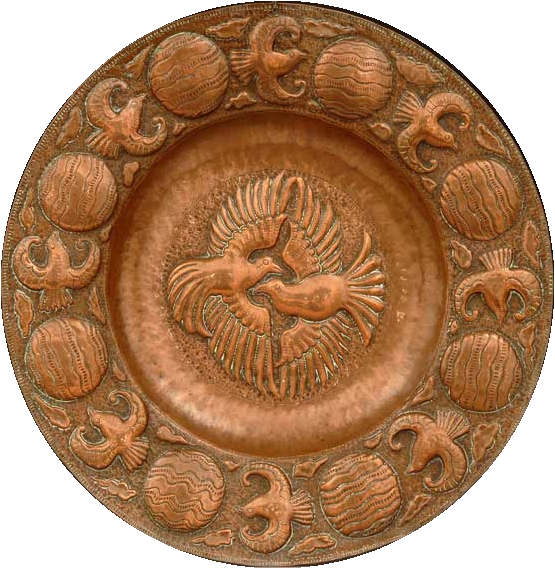
Piatto di portata della Newlyn Copper Class

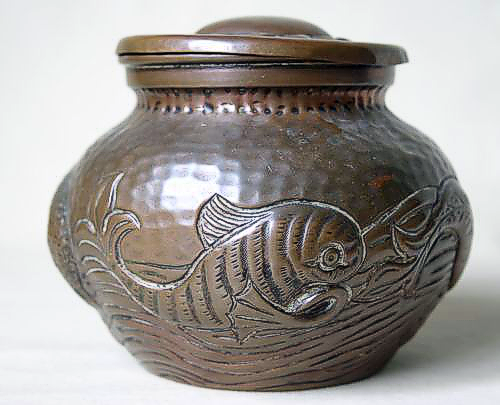
Vaso in rame con coperchio della Newlyn Copper Class in Cornovaglia

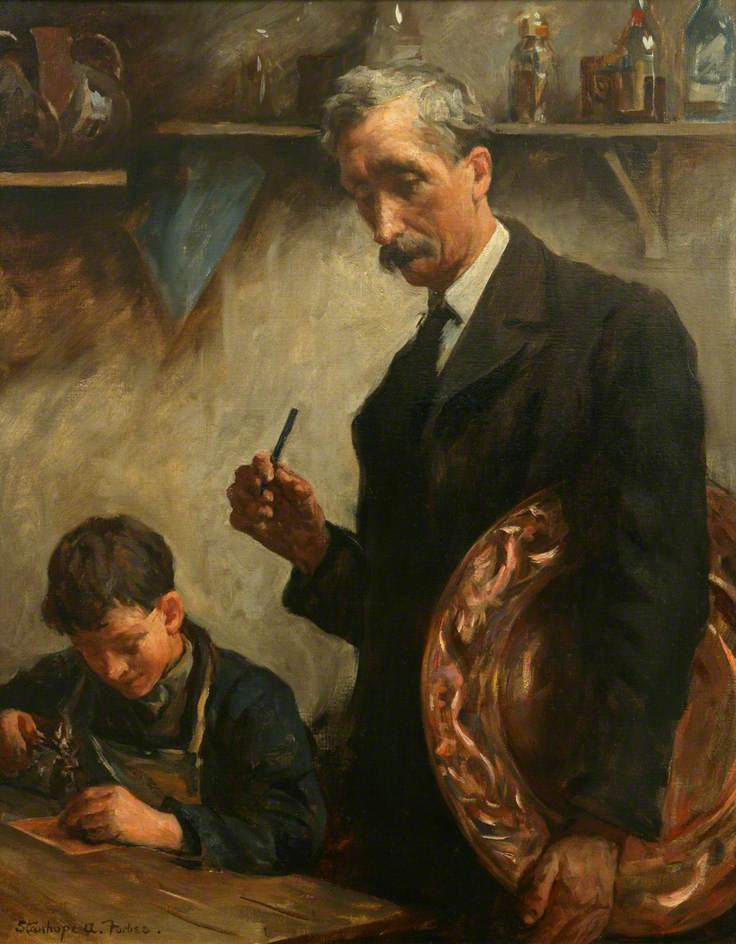
The Young Apprentice, Newlyn Copperworks (1908) di Stanhope Forbes rappresenta John Drew Mackenzie che istruisce John Payne Cotton. Il dipinto è esposto alla Penlee House.

Rame di Newlyn era un tipo di oggetti in rame del movimento artistico Arts and Crafts che ebbe origine a Newlyn, in Cornovaglia.

## Storia
Verso la fine del XIX secolo l'industria della pesca in Cornovaglia stava diventando inaffidabile come fonte di entrate: cattivo tempo e fluttuazioni stagionali provocavano periodi d'inattività. Si decise pertanto che una fonte di entrate alternativa poteva essere la produzione, da parte dei pescatori disoccupati, di oggetti in rame.
John Drew Mackenzie, un artista che si era stabilito a Newlyn, fu la figura-chiave nell'impiantare una nuova scuola industriale, la Newlyn Copper Class, assistito dai benefattori e dai membri locali del Parlamento, Thomas Bedford Bolitho, e dagli artisti Reginald Dick, T. C. Gotch, Perry Craft e John Pearson. Dopo alcuni esperimenti iniziali, la scuola si specializzò in opere in rame a sbalzo e produceva un'ampia gamma di articoli domestici o decorativi. La scuola rimase attiva per circa trent'anni dopo la sua fondazione, avvenuta nel 1890.
Tra gli altri noti artisti che producevano opere in stile Newlyn vi erano: Herbert Dyer, Obed Nicholls, Phillip Hodder, William Pezzack, Tom Batten, John Payne Cotton, John Curnow, John Edgar Laity, George Mildren, Joe Pengelly, William P. Wright e William Tonkin.
La gamma di oggetti prodotti dalla scuola comprendeva vassoi, specchi e cornici per fotografie, suppellettili, piatti e piatti di portata, scatole, scodelle e tazzine da caffè; le loro decorazioni rappresentavano tipicamente pesci, navi ed altri temi della nautica.
Una collezione permanente, rappresentante gran parte delle opere della Scuola di Newlyn, può essere vista alla Galleria Penlee House e museo a Penzance. Gli oggetti in rame di Newlyn sono oggi molto quotati dai collezionisti.
Le opere in rame di Newlyn furono "rifondate" da Michael Johnson nel 2004.